# 總軍
總軍（日语：／ Sōgun）是日本陸軍在第二次世界大戰中部隊的最高編制，總司令官為陸軍大將，下轄數個方面軍。在1945年8月日本無條件投降時，日本陸軍計有中国派遣軍、關東軍、南方軍、第一總軍、第二總軍、航空總軍等6個總軍。

## 歷史
1939年以前，日本陸軍的最高編制為軍，下轄數個師團，但侵华战争開始後，日軍大幅徵召兵員，擴建陸軍，方於軍之上再設立方面軍及總軍的編制。
1939年9月12日，日本陸軍省為因應侵华戰爭的需要，將华中方面軍與华北方面軍統合，首先於中國南京設立了第一支總軍「中国派遣軍」，首任總司令官為西尾壽造大將。
1941年11月6日，日本於發動太平洋戰爭的前一個月，另編成「南方軍」，以利進軍南洋群島，首任總司令官為寺內壽一大將。
1942年10月1日，德蘇開戰，日本又將駐紮於新京的「關東軍」升格為總軍（總司令官梅津美治郎大將），以作為日蘇之間戰爭之準備。
1944年後，日本在戰爭中節節敗退，軍方開始有人喊出「本土決戰」的口號，1945年4月7日，日本將原本防衛總司令部改制為第一總軍（總司令官杉山元大將，駐地東京）、第二總軍（總司令官畑俊六元帥，駐地廣島，在8月6日原子彈攻擊中遭到毀滅性的打擊）及航空總軍（總司令官河邊正三大將，駐地東京）。
戰後，除第一總軍改制為復員司令部，專門負責部隊復員工作外，其餘總軍均遭裁撤。